# Tipula bernardinensis
Tipula bernardinensis är en tvåvingeart som beskrevs av Alexander 1946. Tipula bernardinensis ingår i släktet Tipula och familjen storharkrankar. Inga underarter finns listade i Catalogue of Life.